# یمتسک
یمتسک (به لاتین: Yemetsk) یک منطقهٔ مسکونی در روسیه است که در بخش خولموگورسکی واقع شده‌است.